# Museo Taurino Municipal de Córdoba

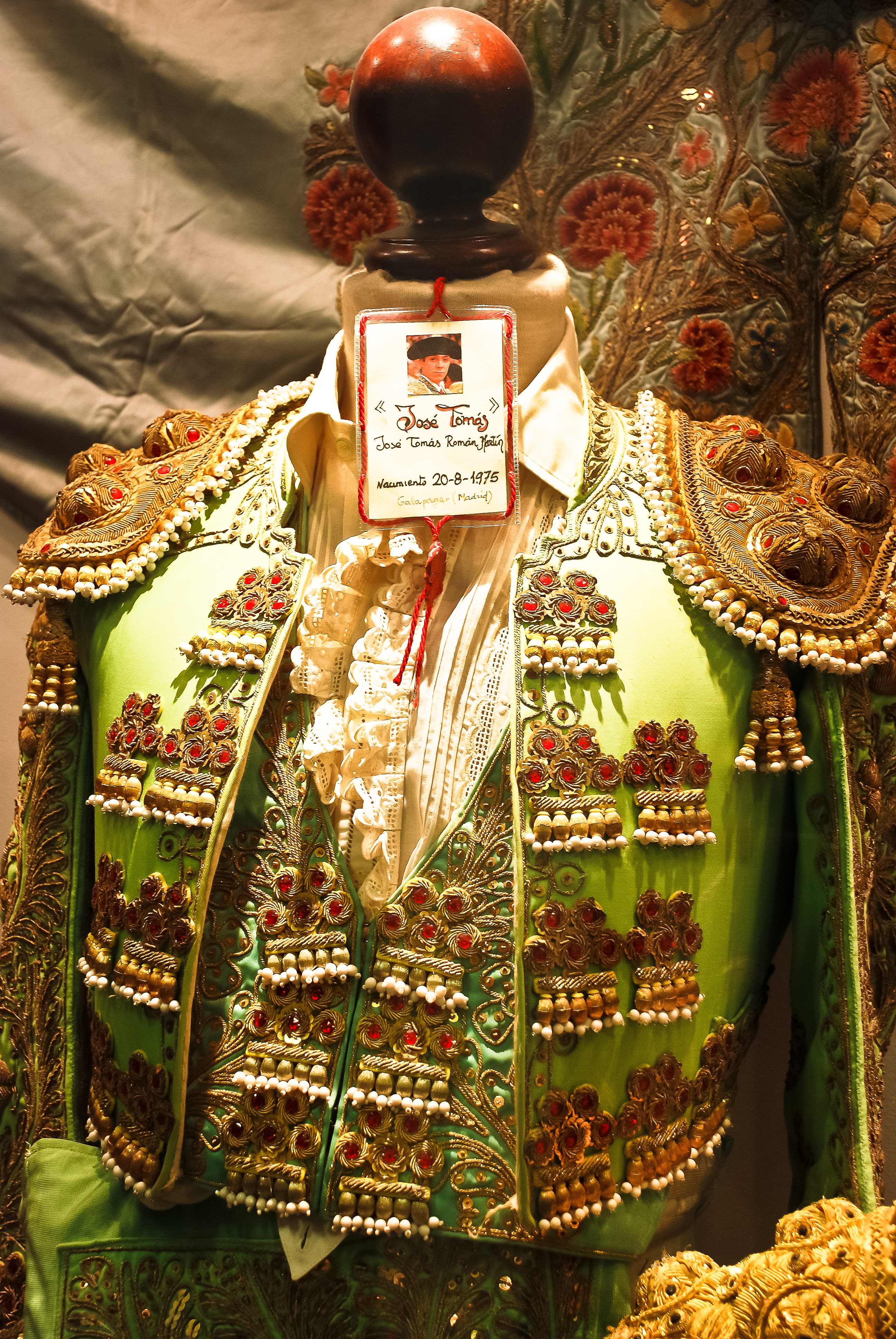
Stierkampftracht

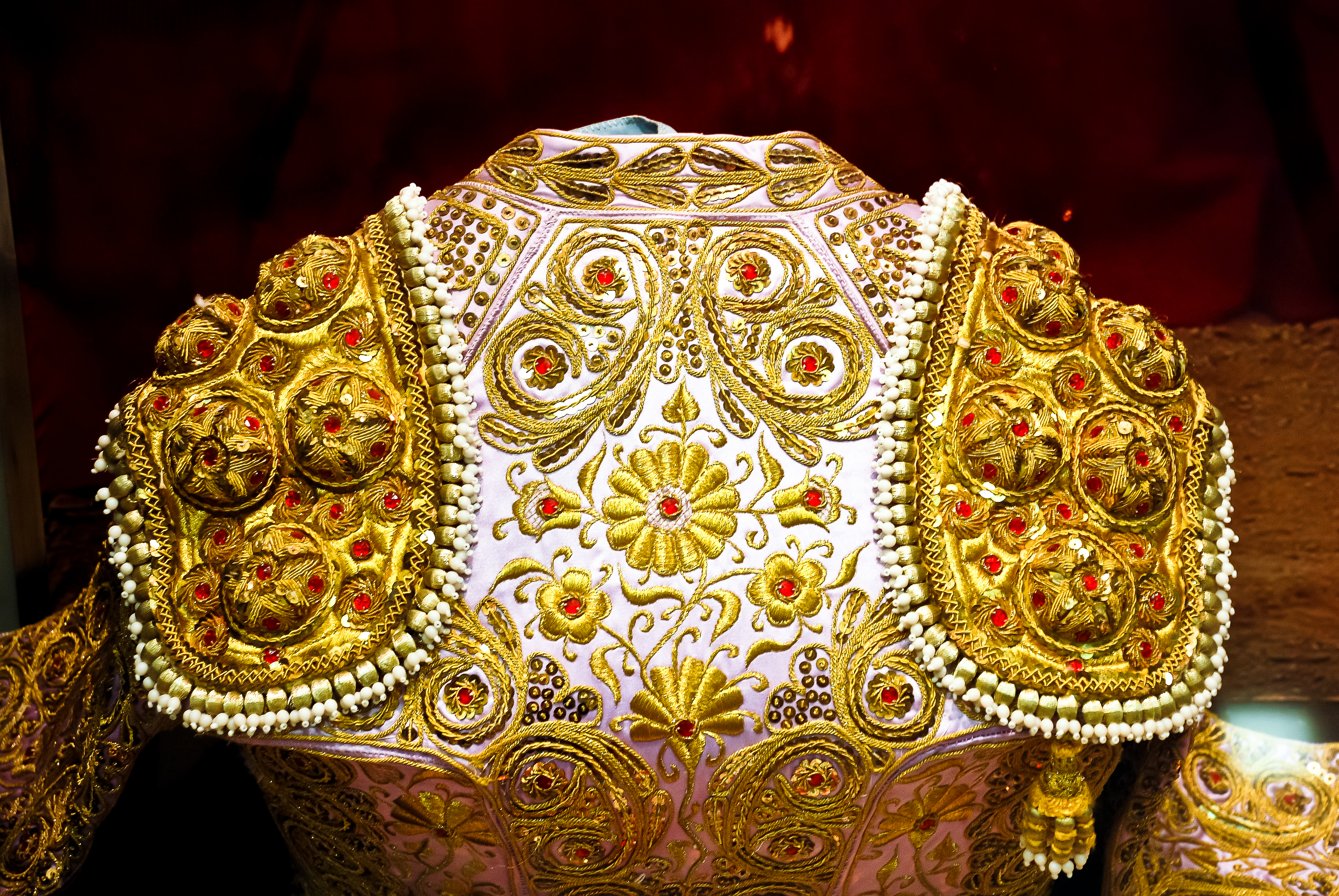
Stierkampftracht

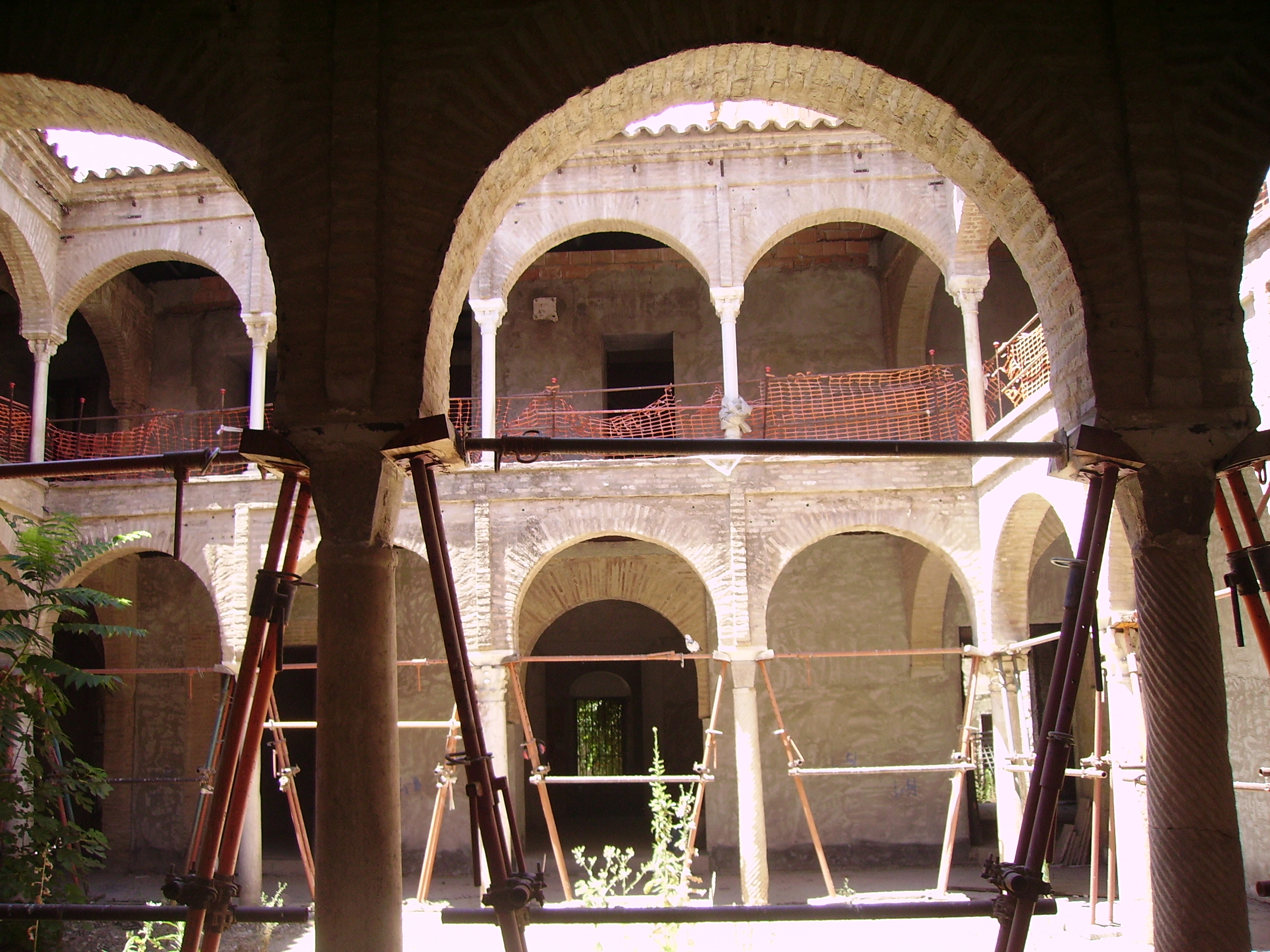
Innenansicht während der Bauarbeiten 2008

Das Museo Taurino Municipal de Córdoba ist ein öffentliches Museum in der Stadt Córdoba in Andalusien.
Das Museum befindet sich an der Plaza de Maimónides und verwahrt seit der Eröffnung am 30. Mai 1954 die Kunstgegenstände der Stierkampftradition der Stadt Córdoba.
Die Ausstellungsstücke sind historische Werke des lokalen Handwerks wie Stickereien, Leder- und Silberarbeiten und verschiedene Teile die zum traditionellen Stierkampf benutzt wurden. Ein Teil der Ausstellung zeigt die Kleidungsstücke der großen und bekannten Stierkämpfer von Córdoba, wie kunstvoll gestickten Capes und Kostüme der legendären Stierkämpfer, wie zum Beispiel von Rafael Molina "Lagartijo", Rafael Guerra "Guerrita", Rafael González "Machaquito", Manuel Laureano Rodríguez Sánchez "Manolete" und Manuel Benítez "El Cordobés". Im Innenhof des Museums befinden sich eine Bibliothek, präparierte Stierköpfe, berühmte Pferde, Skulpturen und Gemälde.
Das historische Gebäude des Municipal Stierkampfmuseums wurde 2005 bis 2012 renoviert.